# Slade
Slade es una banda británica de glam rock y hard rock formada en 1966 y una de las de mayor éxito comercial durante la primera mitad de los años 1970. Hicieron famosas las faltas de ortografía deliberadas en los títulos de sus canciones y la costumbre de editar regularmente un disco navideño, a partir de la publicación del sencillo Merry Xmas Everybody en 1973, que es hoy día un villancico pop célebre en el Reino Unido. Su estilo ha influido en grupos que van desde Kiss, Quiet Riot o Twisted Sister, hasta The Clash y Sex Pistols. Su éxito más conocido, Cum On Feel The Noize, ha sido luego versionado por Quiet Riot. A la banda se le considera pionera del género de música Glam Rock junto con Sweet, Alice Cooper y T. Rex.
El grupo procedía de la periferia de Birmingham y varios de sus miembros ya tenían experiencia en otras bandas como The Vendors, The In-Be-Tweens, o Steve Brett & The Mavericks. Don Powell (batería) y Jim Lea (bajista) eran originarios de los alrededores de Wolverhampton, y Dave Hill (guitarrista), aunque nacido en Devon, se había trasladado a Wolverhampton de niño. Noddy Holder (vocalista) se crio en la cercana localidad de Walsall. Según los propios músicos, era la taberna Trumpet de Bilston el lugar de encuentro del grupo en sus primeros tiempos.
Comenzaron llamándose Ambrose Slade, para cambiar definitivamente a Slade, nombre con el que alcanzaron la fama en la década de los 70, con composiciones calculádamente de mal gusto y enérgicas actuaciones en vivo. Triunfaron en las listas de éxitos de la época, sobrepasando comercialmente a otros grupos competidores encuadrados en el glam, como Wizzard, Sweet, T.Rex, Suzi Quatro, Mud, Smokie o Gary Glitter. Entre 1971 y 1976 lograron entrar 17 veces en el "Top 20", con seis números uno -tres de ellos entrando directamente en ese puesto-, y otros dos éxitos en los puestos segundo y tercero, respectivamente. Vendieron, además, más singles que ningún otro grupo en los años 70. Una presencia semejante en las listas sólo es comparable, de hecho, con la de los Beatles y sus 22 canciones entre las 10 más vendidas en una sola década (años 1960).
Aunque fracasaron en el intento de alcanzar el éxito en el mercado estadounidense, dejaron su sello en varias bandas norteamericanas que los consideran entre sus influencias. Gene Simmons, bajista de Kiss, admite que la filosofía en la composición y las actuaciones en vivo en los primeros tiempos de su grupo estaban inspiradas en Slade. Tom Petersson, bajista de Cheap Trick ha dicho que su grupo fue a ver una actuación de Slade, y que se sirvieron de "todas las golferías (cheap tricks) de su repertorio", acuñando así, sin querer, el nombre de su grupo.

## Carrera

### Primeros años (1966–70)
En 1964, el baterista Don Powell y el guitarrista Dave Hill hacían parte de una banda llamada Vendors. En esa época, Noddy Holder se encontraba en la agrupación Steve Brett & the Mavericks. Después de escuchar a músicos como Sonny Boy Williamson II, John Lee Hooker y Howlin' Wolf, The Vendors decidieron cambiar de nombre y dirección musical: Como los N Betweens lograron algo de reconocimiento y empezaron a compartir escenario con agrupaciones como the Hollies, the Yardbirds, Georgie Fame y Spencer Davis.
The Mavericks y The 'N Betweens se encontraron en Alemania en una gira en 1965. Powell y Hill hicieron la propuesta a Holder para que se uniera a The 'N Betweens, pero Holder desistió en primera instancia. Luego, en Wolverhampton, los músicos se encontraron nuevamente y esta vez Holder decidió aceptar la propuesta. Jim Lea también se unió a la banda como bajista.
En 1966, esta nueva versión de 'N Betweens grabó un sencillo promocional con la canción "Security" de Otis Redding y con "Evil Witchman," una grabación original de la banda. Luego salió al mercado "You Better Run", nuevo sencillo producido por Kim Fowley. Durante 1967, la banda grabó la canción "Delighted to See You", la cual permaneció sin publicarse hasta 1994, en el compilado Psychedelia at Abbey Road. Aunque todavía el reconocimiento comercial les era esquivo, lograron ganar una buena base de fanáticos.
Un promotor local llamado Roger Allen recomendó a la banda con Philips Records. El grupo pasó una semana en los estudios de grabación de Philips en Stanhope Place, luego de que se les ofreciera un contrato con Fontana Records a cambio de que cambiaran el nombre de la agrupación y se trasladaran a Londres. El nombre fue cambiado a Ambrose Slade.
El álbum debut de Ambrose Slade, Beginnings, fue publicado a mediados de 1969. Mientras el álbum era grabado, la banda fue visitada por Chas Chandler, bajista de The Animals. Chandler quedó impresionado con el sonido de la agrupación y ofreció sus servicios como mánager. Debido a las credenciales de Chandler con Jimi Hendrix, la banda aceptó la oferta.
Chandler no quería que la banda siguiera haciendo versiones de otras agrupaciones, por lo que les recomendó escribir su propio material y cambiar de imagen. El grupo adoptó una imagen skinhead para entrar en la moda reinante de la juventud en el Reino Unido. En 1970, la banda acortó su nombre a Slade y lanzó un nuevo sencillo, una versión de "Shape of Things to Come" que los llevó a realizar una presentación en el programa televisivo Top of the Pops.
Chandler trasladó a la banda a Polydor Records, suponiendo que una disquera de mayor reputación ayudaría a Slade a conseguir ventas de discos y popularidad. La canción instrumental "Genesis" del álbum debut, fue utilizada como nuevo sencillo añadiéndole letra y cambiando su nombre a "Know Who You Are," pero de nuevo, el sencillo falló en ingresar a las listas de éxitos británicas al igual que su segunda producción, Play It Loud, publicada a finales de 1970 y producida por el propio Chandler.

### Éxito (1971–74)

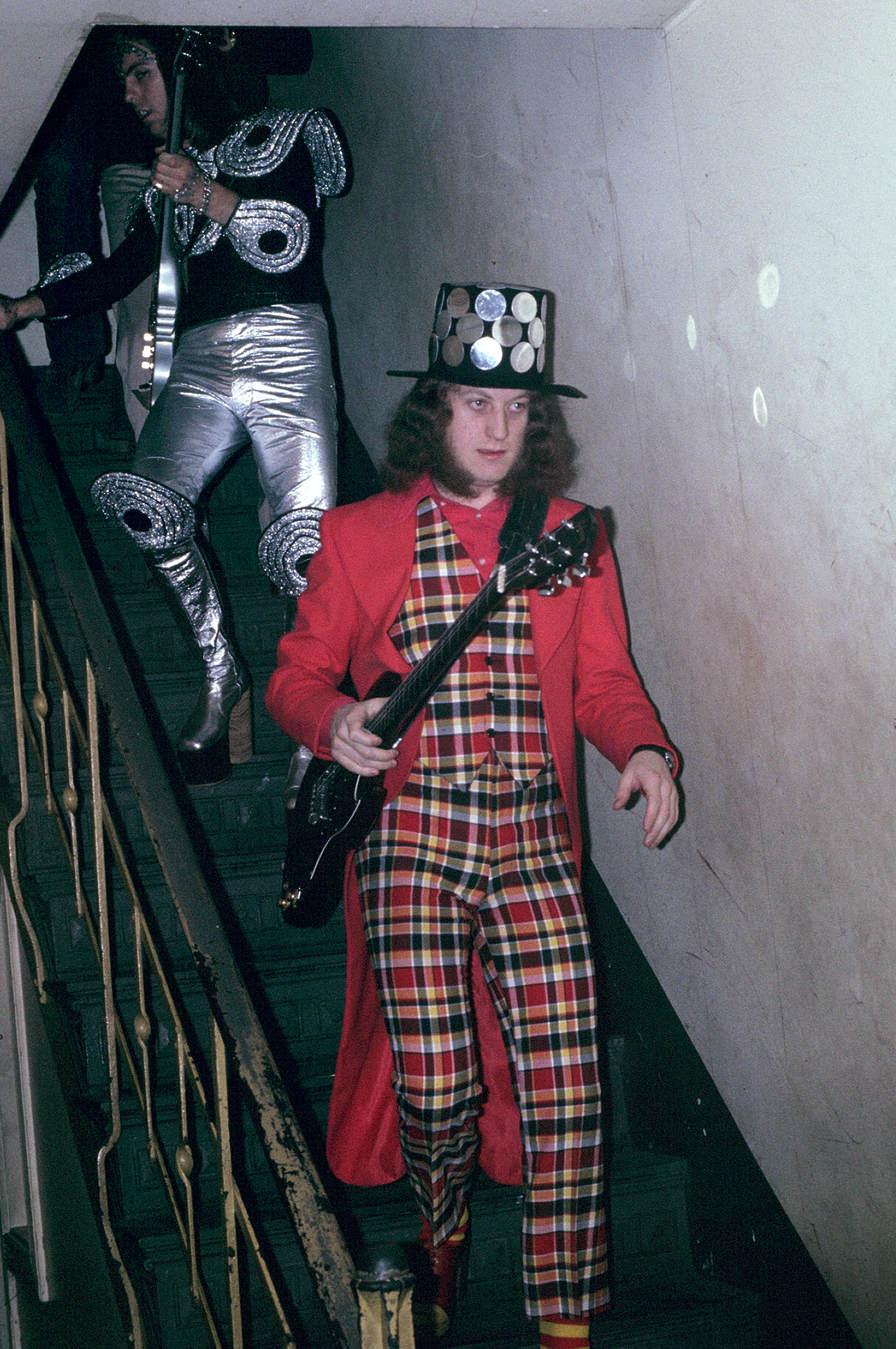
Noddy Holder (derecha) y Dave Hill (izquierda) en 1973.

Los músicos empezaron a dejar crecer su cabello, pues la imagen de skinheads no los benefició completamente. Con el auge del glam rock, la banda empezó a enfocarse en esa corriente musical. Lea y Holder escribieron la canción "Coz I Luv You". Una nueva aparición en Top of the Pops presentó a Slade a una audiencia más global y llevó al sencillo "Coz I Luv You" al número uno en las listas británicas.
Un segundo sencillo titulado "Look Wot You Dun", fue publicado a comienzos de 1972, logrando la cuarta posición en las listas. El álbum Slade Alive! logró buena difusión, pasando 52 semanas en las listas y ubicándose en la segunda posición. También logró ingresar en las listas australianas y estadounidenses.
Dos meses después, la banda publicó "Take Me Bak 'Ome", segundo número uno en Gran Bretaña, seguido de "Mama Weer All Crazee Now" que también encabezó las listas en el Reino Unido.
Lanzado en noviembre de 1972, el álbum Slayed? logró llegar a la cima de las listas en Australia y el Reino Unido y alcanzó la posición n.º 69 en Estados Unidos. Ambos discos, Slade Alive! y Slayed? son considerados por la crítica como unas de las mejores producciones publicadas en el auge del glam rock. El último sencillo de 1972, "Gudbuy T' Jane", fue lanzado poco tiempo después, llegando a la segunda posición en Reino Unido, relegado del primer lugar por "My Ding-A-Ling" de Chuck Berry.
A comienzos de 1973, "Cum on Feel the Noize" fue publicado y entró directamente al número uno de las listas. En Estados Unidos solamente pudo alcanzar la posición 98. El siguiente sencillo, "Skweeze Me, Pleeze Me", también encabezó las listas británicas. Un accidente de auto en Wolverhampton el 4 de julio de 1973 dejó a Powell en coma, y su novia de 20 años, Angela Morris, falleció. Frank, hermano de Lea, ocupó el lugar de Powell en la presentación en el Festival de la Isla de Wight. Powell regresó a la agrupación diez semanas después para la grabación del sencillo "Merry Xmas Everybody". La banda lanzó el álbum recopilatorio Sladest para dar tiempo a una recuperación completa de su baterista. Un nuevo sencillo, "My Friend Stan", marcó un ligero cambio en el sonido, ahora con mayor participación del piano. Fue un éxito en Inglaterra e Irlanda.
La canción navideña "Merry Xmas Everybody" fue el último sencillo de 1973 para Slade, convirtiéndose en el último número uno de la banda en el Reino Unido. "Merry Xmas Everybody" se transformó en el sencillo más exitoso de la agrupación, conservando su popularidad a través de los años y entrando en las listas de éxitos en varias ocasiones, tras numerosos relanzamientos a través de los años.
Luego del éxito del sencillo "My Friend Stan", Slade publicó el álbum Old, New, Borrowed and Blue en febrero de 1974, encabezando las listas de su país. Retitulado como "Stomp Your Hands, Clap Your Feet", el álbum tampoco pudo obtener éxito en los Estados Unidos, quedándose fuera del Top 100. El mes siguiente vio el lanzamiento de un nuevo sencillo, "Everyday", balada de piano que logró la tercera posición en las listas del Reino Unido. El siguiente sencillo, "The Bangin' Man" logró exactamente la misma posición.

### Declive (1974–79)
A finales de 1974, era discutida la posibilidad de hacer una película, siguiendo los pasos de bandas como The Beatles. El año siguiente se publicó Slade in Flame, historia que contaba el ascenso y la ruina de una banda ficticia llamada Flame, interpretada por los músicos de Slade. El crítico de cine de la BBC Mark Kermode llamó a la película "el ciudadano Kane de los musicales de rock". "Far Far Away", canción utilizada en la película, alcanzó la posición n.º 2 en Gran Bretaña y encabezó las listas de éxitos noruegas. Noddy Holder ha citado este sencillo como su canción favorita de Slade. La banda sonora de la película se ubicó en la sexta casilla de las listas, demostrando un cierto declive en la popularidad de la agrupación. La ubicación en la posición n.º 15 del sencillo "How Does It Feel" terminó por consolidar dicha idea. Sin embargo, años después, Noel Gallagher de la banda británica Oasis declaró que "How Does It Feel" es "una de las mejores canciones escritas en la historia de la música pop". El siguiente sencillo, "Thanks for the Memory (Wham Bam Thank You Mam)" obtuvo una mejor posición, escalando al séptimo lugar y logrando entradas en listas de éxitos en otros países de Europa. El sencillo se convirtió en el último top 10 de Slade en los años 1970.
A mediados de 1975, la banda se encontraba frustrada por su falta de éxito en tierras norteamericanas, por lo que decidieron trasladarse a los Estados Unidos y empezar a dar conciertos allí para crear una fuerte reputación en directo como lo hicieron en el Reino Unido. Entre 1975 y 1976, Slade salió de gira por Estados Unidos, acompañados frecuentemente de bandas como Aerosmith, ZZ Top y Black Sabbath, solo regresando a Inglaterra para participar en programas de televisión.
Entre dichas giras, Holder y Lea empezaron a escribir nuevo material, influenciados por la música estadounidense. La banda ingresó en el estudio Record Plant a mediados de 1975 para grabar el álbum Nobody's Fools. Contando con la colaboración de Tasha Thomas como vocalista invitada, el álbum incorporó elementos de la música soul, country y funk.
Los primeros dos sencillos del nuevo trabajo discográfico, "In For a Penny" y "Let's Call It Quits" fueron lanzados en noviembre de 1975 y enero de 1976 respectivamente, ambos llegando a la posición n.º 11 en el Reino Unido. El álbum, publicado en marzo de 1976, nuevamente fue un intento fallido de lograr difusión masiva en los Estados Unidos. Los fanáticos británicos acusaron a la banda de 'venderse al mercado estadounidense' y de olvidar a sus más leales seguidores en su país natal.
La acogida obtenida en las actuaciones en vivo de la banda en ciudades como San Luis, Filadelfia y Nueva York no repercutió en la radiodifusión estadounidense, por lo que la agrupación retornó a su país natal en 1977 para encontrar establecido un nuevo género y estilo, el punk rock, que se había encargado de relegar al glam rock a un segundo plano. Chandler decidió no renovar el contrato con Polydor Records, asociando a la banda con Barn Records, disquera de su propiedad.
La primera producción de Slade con Barn Records fue el sencillo "Gypsy Roadhog", en enero de 1977. El sencillo apenas pudo lograr una modesta posición n.º 48 en las listas británicas. El título del siguiente álbum retrataba claramente lo que ocurría en ese momento con la banda. La producción se tituló Whatever Happened to Slade y fue publicado en marzo. El álbum no logró registrar actividad en las listas de éxitos. Chandler expresó su desacuerdo con el material creado por Holder y Lea, reclamando que el álbum no era lo suficientemente comercial. Desde su regreso al Reino Unido, la banda continuó ofreciendo conciertos, pero esta vez en pequeños locales.

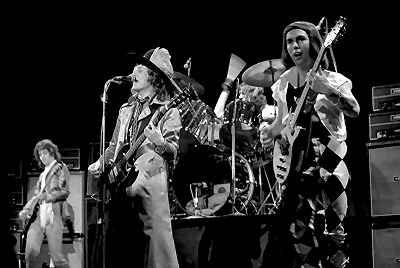
Slade en Noruega en 1977.

"Burning in the Heat of Love", lanzado un mes después, tampoco logró reconocimiento comercial. En octubre, Slade lanzó el sencillo "My Baby Left Me But That's Alright Mama" como tributo al recién fallecido Elvis Presley. La producción logró posicionarse en la casilla 32 en el Reino Unido. "Give Us a Goal", publicado en marzo de 1978, fue un intento en vano de ganar la aceptación de los hinchas ingleses del fútbol. Finalizando el año, la banda publicó "Rock 'n' Roll Bolero" incorporando el violín eléctrico. El sencillo no pudo ingresar en ninguna lista nacional o internacional. Debido a la buena reputación que aún tenía la agrupación en vivo, decidieron lanzar otro álbum en directo, titulado Slade Alive, Vol. 2, que consistía en grabaciones de presentaciones entre 1976 y 1977. Sin embargo, el álbum fue otro fracaso comercial.
En 1979 la banda publicó tres sencillos, "Ginny, Ginny", "Sign of the Times" y "Hokey Cokey", con malos resultados en las listas. En octubre de ese mismo año, la agrupación lanzó Return to Base, primer álbum sin Chandler en la producción. El disco tuvo mejor repercusión en países como Bélgica que en el propio Reino Unido.
Dado el escaso éxito que estaban cosechando con sus últimas producciones, Lea se planteó la posibilidad de grabar el nuevo material usando el nombre de otra banda. A finales de 1979, Lea formó The Dummies como un proyecto paralelo, con su hermano Frank y su esposa Louise. El grupo publicó tres sencillos, los cuales recibieron buena radiodifusión pero no lograron buenas ventas. En febrero de 1980, luego de la muerte del cantante Bon Scott, Holder fue mencionado como sustituto de Scott en AC/DC, proposición que rechazó a pesar del mal momento que vivía Slade. En 1980 Slade publicó su primer EP, titulado "Six of the Best", el cual incluía tres canciones de Return to Base y tres nuevas grabaciones.

### Regreso (1980–82)

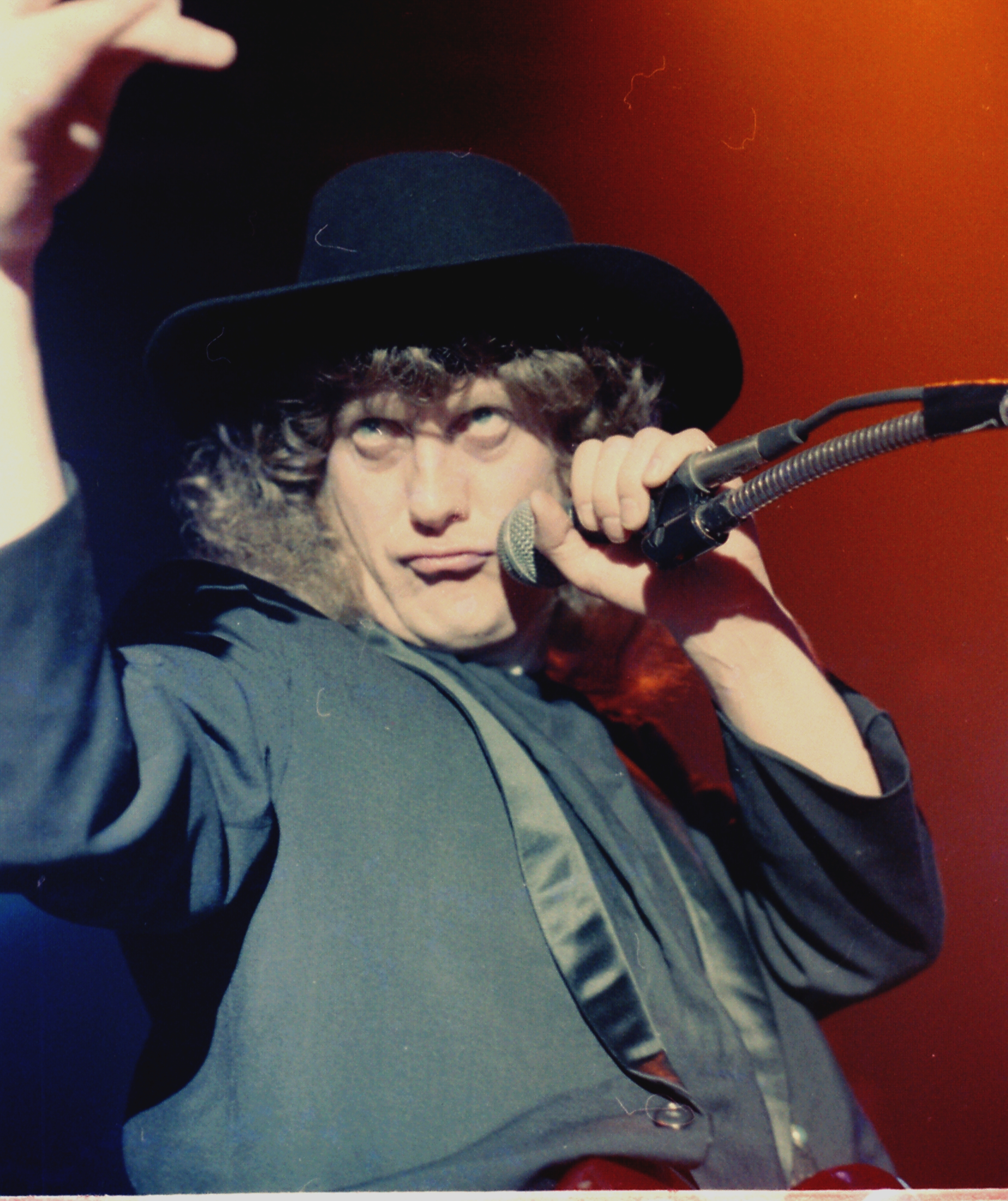
Noddy Holder en 1981.

El cantante británico Ozzy Osbourne, durante su gira promocional del álbum Blizzard of Ozz, se vio imposibilitado para presentarse en el Festival de Reading en agosto de 1980. Osbourne canceló su participación de improviso, dejando a los organizadores la tarea de conseguir un reemplazo de manera urgente. Slade fue sugerido, pero Hill, aún desmoralizado, había abandonado la agrupación y se mostró reacio a la invitación de sus compañeros para participar en el festival. Finalmente, Chas Chandler convenció a Hill diciéndole que tocarían en un evento frente a 65.000 asistentes a manera de despedida triunfal. Para sorpresa de Hill, la participación de Slade en el festival fue todo un éxito, valiéndoles un renovado reconocimiento. La banda firmó con la discográfica Cheapskate Records, propiedad de Lea y su hermano Frank, lo que les daría un mayor control sobre sus productos.
El mes siguiente salió a la venta el EP "Live at Reading", alcanzando la posición 44 y regresando a las listas británicas luego de su última entrada en 1977. Otro EP fue publicado en noviembre, titulado "Xmas Ear Bender", llegando al número 70. Polydor Records vio la posibilidad de capitalizar el regreso de la banda publicando el compilado Slade Smashes!. El álbum se mantuvo 15 semanas en las listas y gozó de excelente promoción. Fue certificado como disco de oro en diciembre, habiendo vendido cerca de 200.000 unidades.
El sencillo "We'll Bring the House Down" fue lanzado en enero de 1981 y exhibía un sonido más crudo, motivado por la creciente admiración de los fanáticos del heavy metal por la banda. El sencillo fue el primer top 10 en Reino Unido de Slade desde 1976. En marzo salió al mercado el álbum We'll Bring the House Down, llegando a la posición n.º 25 en las listas.
El álbum Till Deaf Do Us Part, publicado en noviembre de 1981, se ubicó en la posición n.º 68. Su sonido finalmente fue endurecido para satisfacer a su nueva ola de fanáticos. En 1982 Slade publicó su tercer álbum en vivo: Slade on Stage, el cual recibió reseñas positivas por parte de la crítica especializada.

### Breve conquista de los Estados Unidos (1983–84)
La banda se hizo con los servicios del productor John Punter, conservando a Chandler como mánager. La balada "My Oh My" fue publicada en noviembre de 1983. El relanzamiento del sencillo "Merry Xmas Everybody" en 1983 alcanzó la posición n.º 20 en las listas. El álbum The Amazing Kamikaze Syndrome, coproducido por Lea y Punter fue publicado en diciembre, pero a pesar del potencial de "My Oh My", solo pudo escalar a la posición 74 a fin de año. Para tratar de impulsar las ventas del álbum, en enero de 1984 se publicó el sencillo "Run Runaway", el cual sorpresivamente se ubicó en la séptima posición en el Reino Unido y fue un éxito en otros países de Europa.
 La estrategia de lanzar un segundo sencillo aparentemente funcionó, pues The Amazing Kamikaze Syndrome finalmente escaló a la posición n.º 49. El álbum fue un éxito en Suecia y Noruega, donde fue primero y segundo de las listas respectivamente. A finales de 1983, la banda se embarcó en una gira promocional por la Gran Bretaña.
Ese mismo año, Holder se unió con Lea para empezar a producir discos, destacando el sencillo "20th Century Boy" y el álbum Play Dirty de la banda femenina Girlschool. En ese momento, la banda de heavy metal estadounidense Quiet Riot publicó una versión del éxito de Slade "Cum On Feel the Noize" bajo el sello Pasha Records y con distribución de Columbia Records. Esta versión se convirtió en un éxito instantáneo, logrando la quinta posición en la lista Billboard estadounidense y ayudando al álbum Metal Health a vender cerca de siete millones de copias. Como resultado, la versión original de Slade fue relanzada con un decepcionante n.º 98 en el Reino Unido. El éxito de una canción de Slade en tierras norteamericanas llamó la atención de la CBS, firmando contrato con la banda y lanzado el sencillo "Run Runaway. Como motivo de gran sorpresa, el sencillo logró que Slade ingresara finalmente en la lista Billboard Hot 100 por un total de 17 semanas; además de encabezar la lista Hot Mainstream Rock Tracks. El sencillo fue el primer y único top 20 en los Estados Unidos de Slade. Su éxito se presentó debido a la gran difusión que obtuvo su vídeo musical en el canal MTV. En agosto de 1984, "My Oh My" llegó a la posición n.º 37 por un total de 11 semanas, nuevamente impulsado por su vídeoclip. Quiet Riot mientras tanto grababa otra versión de Slade, "Mama Weer All Crazee Now", la cual escaló a la posición n.º 51.
The Amazing Kamikaze Syndrome fue publicado en Norteamérica como Keep Your Hands Off My Power Supply. El disco fue todo un éxito, logrando la posición n.º 33 en Estados Unidos y la n.º 26 en Canadá. Una gira con Ozzy Osbourne fue cancelada luego de algunas presentaciones de calentamiento, cuando Lea colapsó en un vestidor luego de un concierto. Fue diagnosticado días después con Hepatitis C. La banda regresó a su país natal pero no realizó ninguna gira debido a inconvenientes personales de Holder.

### Segundo declive (1985–92)
En 1984 Polydor publicó un nuevo álbum recopilatorio, Slade's Greats. A finales de ese año, "All Join Hands" fue publicado, ubicándose en la posición n.º 15 y convirtiéndose finalmente en el último sencillo de Slade en ingresar en un top 20 de éxitos. Ese año vio otro relanzamiento del clásico navideño "Merry Xmas Everybody".
A comienzos de 1985, Slade publicó el sencillo "7 Year Bitch", el cual fue fuertemente censurado por su contenido lírico y sugestivo título. La banda protestó el hecho de que la canción "The Bitch Is Back" de Elton John no haya sido censurada de igual forma. En marzo se publicó "Myzsterious Mizster Jones", marcando la costumbre de la banda de escribir de forma incorrecta las palabras, algo que no ocurría desde "Skweeze Me, Pleeze Me" de 1973. El sencillo "Little Sheila" logró cierta repercusión en los Estados Unidos y Canadá.
Rogues Gallery, un álbum cargado de sintetizadores, fue publicado en marzo. En Reino Unido ubicó la posición 60, mientras que en Estados Unidos no pudo mejorar la posición n.º 132. Sin embargo, en Noruega se ubicó en la quinta posición. Fueron anunciadas varias fechas de una gira europea pero nuevamente Holder tuvo inconvenientes para llevar a cabo los recitales.
En noviembre salió al mercado el álbum Crackers - The Christmas Party Album, el cual fue certificado como disco de oro ese mismo mes. Impresionado con el éxito obtenido por el músico Bob Geldof con el concierto benéfico Live Aid, Holder escribió la canción "Do You Believe in Miracles", también publicada en noviembre. Las ganancias del sencillo fueron destinadas para la caridad. El último lanzamiento del año fue otra publicación de "Merry Xmas Everybody", llegando al puesto n.º 48 en el Reino Unido.
El último álbum de estudio de Slade, titulado You Boyz Make Big Noize, fue producido por el reputado Roy Thomas Baker, Lea y Punter. Al igual que Rogues Gallery, se usaron una gran cantidad de sonidos de sintetizador en la grabación del disco. El álbum recibió muy poca promoción, al punto de no ser grabado ningún vídeoclip, lo que le valió un decepcionante número 98 en la Gran Bretaña. Como la mayoría de producciones discográficas de Slade en esa época, fue bien recibido en Noruega.
En 1989, Hill formó su propia banda, Blessings in Disguise, con Holder, Bill Hunt (ex-Wizzard), Craig Fenney y Bob Lamb. Durante 1990, Lea publicó su propia versión de "We'll Bring the House Down" bajo el nombre "The Clout".
En 1992, Holder abandonó la banda luego de 25 años para explorar otras opciones artísticas como la actuación. Lea hizo lo propio, dedicándose a trabajar solo en los estudios de grabación. Powell inició un negocio de venta de antigüedades y Hill decidió formar una nueva versión de Slade.

### Slade II y actualidad (1993–presente)

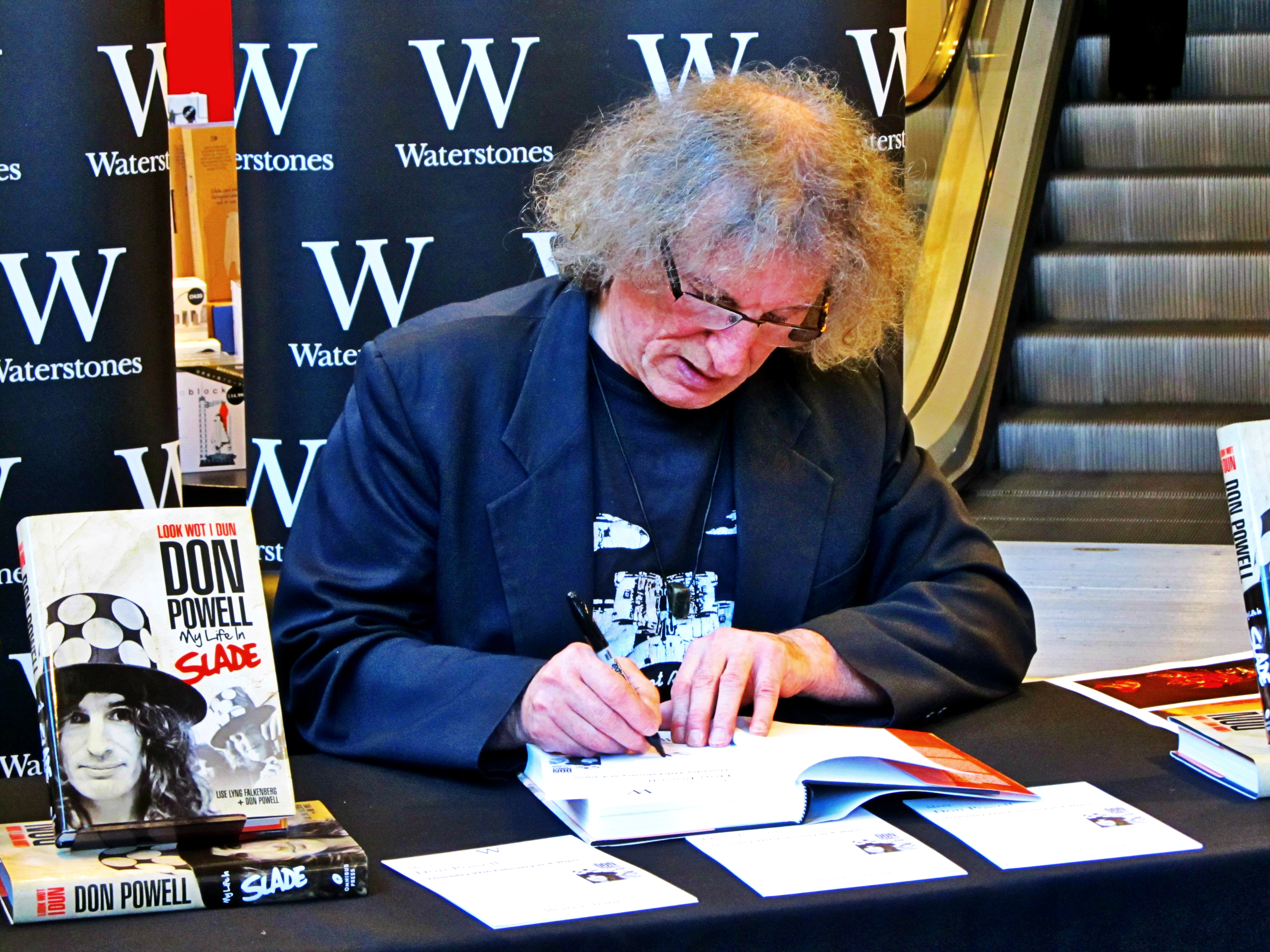
Don Powell firmando copias de su biografía Look Wot I Dun – My Life in Slade en 2014.

Slade II fue formado en 1992 por Hill, con Powell y tres otros músicos. La sugerencia de bautizar al grupo como Slade II vino de parte de Holder, pero Lea no se mostró satisfecho con la utilización del nombre Slade, aunque fuera acompañado del número II. Tiempo después la banda se llamaría simplemente Slade. En 1994 esta nueva versión de la agrupación publicó el álbum Keep on Rockin' , con Steve Whalley como cantante.
La agrupación se reunió para dos eventos específicos en 1996: el funeral del mánager y productor Chas Chandler y un episodio en el programa de televisión This Is Your Life. En 2002, el álbum Keep on Rockin'  fue relanzado con el título Cum on Let's Party.
En 2003, la asesina serial Rosemary West confesó una supuesta relación sentimental con el bajista Dave Glover. Dave Hill optó por expulsar a Glover de la banda, aunque el bajista negó contundentemente haber tenido algún romance con la asesina.
En 2005, Steve Whalley dejó la banda y fue reemplazado por Mal McNulty, quien ha sido el vocalista de Slade desde entonces. En noviembre de 2005, Polydor publicó un nuevo compilado, The Very Best of Slade.
En diciembre de 2015, Holder afirmó para el diario Daily Mail lo siguiente:

"Es realmente triste que cuatro tipos que estuvieron en Slade no puedan juntarse a conversar. Hace cinco años estuvimos reunidos para tratar de solucionar nuestros problemas cara a cara, pero fue tan doloroso que no quisiera que se repitiera jamás. Estaba conmocionado."

## Estilo musical
La banda ha sido asociada con numerosos géneros como el rock progresivo, heavy metal, glam rock, hard rock y pop rock. Muchas canciones de Slade fueron escritas específicamente para lograr una interacción con la audiencia en los conciertos, siendo "Get Down and Get With It", "Mama Weer All Crazee Now", "Cum on Feel the Noize", "Give Us a Goal", "We'll Bring The House Down", "Rock and Roll Preacher" y "My Oh My" algunos ejemplos. En épocas anteriores a la formación de Slade, Holder, Lea, Hill y Powell eran fanáticos de músicos de blues como Sonny Boy Williamson II, John Lee Hooker y Howlin' Wolf, y luego mostraron interés en el trabajo de Little Richard. También obtuvieron influencia de bandas y artistas como the Beatles, Chuck Berry, Joe Brown, Cream, the Kinks, Wilson Pickett, Otis Redding, the Rolling Stones, Rufus Thomas, the Who, Jimi Hendrix, the Animals, the Pretty Things y Screaming Lord Sutch.

## Legado
Slade ha sido influencia para muchas bandas y artistas, incluyendo: Nirvana, the Smashing Pumpkins, the Ramones, Sex Pistols, the Clash, Kiss, Mötley Crüe, Quiet Riot, Poison, Def Leppard, Oasis, Cheap Trick, Twisted Sister, the Undertones, The Replacements y the Runaways. Otros músicos y agrupaciones que han citado a Slade como influencia son Hanoi Rocks, Queen, Kirka, Hot Leg, Candlebox, Cock Sparrer y Girlschool. Su actitud anárquica fue adoptada por The Damned, the Wonder Stuff y Oasis.
Joey Ramone, cantante de la banda Ramones, comentó en una entrevista: "Pasé la primera parte de los años 1970 escuchando el disco Slade Alive! y pensando, "Vaya – esto es lo que realmente quiero hacer. Quiero emular ese tipo de intensidad. Algunos años después estaba en CBGB tratando de sacar a mi mejor versión de Noddy Holder." Steve Jones de Sex Pistols declaró: "Slade nunca se comprometió. Siempre creímos que estaban de nuestro lado. No lo sé, pero creo que estábamos en lo cierto." En 1981, Marco Pirroni, guitarrista de Adam and the Ants citó a la banda como influencia, y comentó que su primer recital fue Slade en el Wembley Pool en 1973.
Ozzy Osbourne comentó en un documental sobre la banda: "Noddy Holder tiene una de las mejores voces en la historia del rock." En su programa radial Breakfast With Alice, el cantante Alice Cooper declaró: "Me encanta Slade. Fue una de las bandas con la apariencia más extraña de la escena..... Twisted Sister vivió de Slade, al igual que Quiet Riot. Escribieron las canciones más pegajosas." En 2008, Nikki Sixx de Mötley Crüe dijo, ".......Alice Cooper, Bowie y Slade – esas bandas siempre dieron el 150 por ciento. Se trataba de moda, de música, de romper la envoltura".
Dee Snider de Twisted Sister describió a su propia banda como una mezcla entre Slade y los Sex Pistols. El guitarrista Jay Jay French declaró: "Nuestra influencia directa en los primeros años fue un poco de Slade y un poco de Alice Cooper."
El bajista Nicky Wire de la banda Manic Street Preachers declaró que los trabajos discográficos post-Reading de la banda estaban totalmente infravalorados.
Gene Simmons admitió que Slade fue una fuerte influencia en la vestimenta y letras de Kiss. En su libro, Kiss and Make-Up, Simmons escribió ".....nos gustaba la forma en la que Slade se conectaba con su audiencia y cómo escribían himnos... queríamos la misma energía, esa simplicidad irresistible".

## Componentes
Actuales
- Dave Hill – Guitarra, voz, bajo (1969–presente)
- Don Powell – Batería, percusión (1969–presente)
- John Berry – Bajo, voz, violín (2003–presente)
- Mal McNulty – Voz, guitarra (2005–presente)

Anteriores
- Noddy Holder – Voz, guitarra, bajo (1969–1992)
- Jim Lea – Bajo, voz, teclados, violín, guitarra (1969–1992)
- Steve Whalley – Voz, guitarra (1992–2005)
- Steve Makin – Guitarra (1992–1996)
- Craig Fenney – Bajo (1992–1994)
- Trevor Holliday – Bajo (1994–2000)
- Dave Glover – Bajo (2000–2003)

## Discografía
- Beginnings (como Ambrose Slade, 1969)
- Play It Loud (1970)
- Slayed? (1972)
- Old New Borrowed and Blue (1974)
- Slade in Flame  (1974)
- Nobody's Fools (1976)
- Whatever Happened to Slade (1977)
- Return to Base (1979)
- We'll Bring the House Down (1981)
- Till Deaf Do Us Part (1981)
- The Amazing Kamikaze Syndrome (1983), relanzado en 1984 como Keep Your Hands Off My Power Supply
- Rogues Gallery (1985)
- Crackers - The Christmas Party Album (1985)
- You Boyz Make Big Noize (1987)
- Keep on Rockin' (1994) (como Slade II), relanzado en 2002 como Cum On Let's Party